# Nord-Ouest de Goiás
Le nord-ouest de Goiás est l'une des 5 mésorégions de l'État de Goiás. Elle regroupe 23 municipalités groupées en 3 microrégions.

## Données
La région compte 220 675 habitants pour 56 641 km².

## Microrégions
La mésorégion du nord-ouest de Goiás est subdivisée en 3 microrégions:
- Aragarças
- Rio Vermelho
- São Miguel do Araguaia